# Абатство Скурмон (Шиме)
Абатство Скурмон (на френски: Abbaye de Scourmont, официално наименование Abbaye Notre-Dame de Scourmont) е трапистко абатство в селището Forges, сега част от гр. Шиме, окръг Тюен, провинция Ено, Югозападна Белгия. Известно и като Абатство Шиме, по името на града, но трябва да се има предвид че с този термин се означават още две абатства в същия град – историческото бенедиктинско абатство „Abbaye de Sainte Monégonde de Chimay“, от което е останала само църквата и действащото женско трапистко абатство "Abbaye Notre Dame dela Paix de Chimay?
Абатство Скурмон е част от Ордена на цистерцианците на строгото спазване.

## История
Абатството е основано от трапистки монаси от абатството „Westvleteren“ на 25 юли 1850 г. На 14 ноември 1850 г. Жозеф дьо Рике (1808 – 1886), граф на Караман и принц на Шиме, дарява на монасите 48 хектара пустееща земя в гората до селото Скурмон, като трапистите се задължават да я разчистят за своя сметка и да построят манастир за 20 монаси и ферма
Новият приорат приема името „Notre-Dame de la Trappe Saint-Joseph“, а по късно „Notre-Dame de Scourmont“ През 1871 г. папа Пий IX е дава на приората статут на абатство.
Монасите построяват манастирски и стопански сгради, и, разбира се пивоварна и работилница за сирене. По време на Втората световна война монасите на два пъти са принудени да изоставят абатството. На 1 септември 1944 г. те се завръщат в опустошеното и ограбено абатство и започват възстановителни работи. Благодарение упоритостта на монасите абатството се възражза нов живот. За това спомага и производството на трапистка бира и сирене, които стават популярни в целия свят.
Днес абатството е действащ католически манастир, член на Ордена на цистерцианците на строгото спазване (Ordo Cisterciensis Strictioris Observantiae). От 2004 г. абат е Guerric Reitz-Séjotte.

## Трапистки продукти
Неправомерната търговска експлоатация на наименованието „трапист“ принуждава през 1997 г. осем трапистки абатства – шест от Белгия (Orval, Chimay, Westvleteren, Rochefort, Westmalle и Achel), едно от Холандия (Koningshoeven – Tilburg) и едно от Германия (Mariawald), да основат „Международната трапистка асоциация“ (ITA), която защитава интересите на автентичното трапистко производство и гарантира качеството и уникалността му чрез присъждане на логото „Автентичен трапистки продукт“. Абатство Скурмон произвежда два продукта – бира и сирене, които могат да носят логото „Автентичен трапистки продукт“.

### Бира Шиме
Днес абатството е известно с прочутата си трапистка бира.
Манастирската пивоварна е построена през 1862. През 1863 г., монасите от Chimay варят първата си бира.
Първоначално производството е ограничено и предназначено основно за нуждите на монашеската общност, но след 1865 г. бирата започва да се продава. Абатството бутилира два вида бира: едната се нарича „bière forte hygiènique“ и се продава на цена от 0,55 франка бутилката и „bière goudronnée“ на цена 0,70 франка бутилката (цената включва и бутилката).
Първата световна война води до прекратяване на дейността на пивоварната през 1915 г.; производството се възобновява едва през 1919 г., а продажбите – през февруари 1920 г. Между двете световни войни бирата Chimay се продава в големи бутилки с алкохолно съдържание от 4,0 % до 4,5 %. През този период в абатството за първи път е въведено названието „трапистка бира“.
Монасите решават да модернизират пивопроизводството с помощта на проф. Де Клерк от Католическия университет в Льовен. След няколко години на обучение, опити, проби и грешки, се постига новата оптимална формула на бирата Chimay. През 1948 г. отец Théodore De Haene изолира уникални бирени дрожди, които стават основа за производството на новата бира Chimay Rouge. През 1954 г. се създава коледна бира която става известна под името Chimay Blue. През 1966 г. е създадена Chimay Blanche. От 1982 г. на пазара е пусната са пусната Chimay Blue в бутилки от 0,75 л. под марката Chimay Grande Réserve, а през 1986 г. – Chimay Blanche в бутилки от 0,75 л. под марката Chimay Cinq Cents. През 2001 г. е пусната и наливна версия на Chimay Triple.
Търговският асортимент на пивоварната включва три основни марки, които се бутилират в стъклени бутилки от 0,33 л. и 0,75 л.
- Chimay Rouge (червена капачка и етикет) – силна бира с медно-червен цвят, с алкохолно съдържание 7,0 % и сладък плодов аромат на кайсия, малц и сено. Произвежда се от 1948 г. В бутилки от 0,75 л. се продава под името Chimay Première.[6][7]
- Chimay Blanche или Chimay Tripel (бяла капачка и светложълт етикет) – силна бира с алкохолно съдържание 8,0 %. Отличава се с тъмнооранжев цвят, силна хмелна горчивина, плодов аромат с нотки на мускатово грозде, стафиди, ябълка и грейпфрут и послевкус на горчиви бадеми, мед и хляб. Произвежда се от 1966 г. В бутилки от 0,75 л. се продава под името Chimay Cinq Cents. Името на френски език означава „пет века“, и е дадено по повод 500-тната годишнина на град Chimay през 1986 г. Избрана е за бира на 1986 г.[8][9]
- Chimay Bleue (синя капачка и етикет) – най-популярната марка Chimay. Силна бира с алкохолно съдържание 9,0%, с медно-кафяв цвят, с леко горчив вкус и аромат на плодове, малц и карамел, с нотки на синя слива. Произвежда се от 1954 г. В бутилки от 0,75 л. се продава под името Chimay Grande Réserve.[10][11]

Освен тях пивоварната произвежда и бира с по-ниско алкохолно съдържание (т.нар. Paterbier), предназначена за собствени нужди на монасите и достъпна за продажба само в абатството и в близката таверна „Hostel Poteaupré“.
- Chimay Dorée (златна капачка и черен етикет) – лека бира с алкохолно съдържание 4,8 %, с тъмно оранжев цвят, с аромат на грейпрфрут, цитруси и мед.[12]

### Сирене Шиме
Производството на сирене започва през 1876 г. Днес в абатството се произвеждат следните сирена:
- Chimay Grand Classique – полутвърдо пресовано сирене, с вътрешност с кремообразна текстура.
- Chimay à la Bière – уникално сирене; корато му се измива с трапистка бира „Chimay“, което придава на сиренето аромати на хмел, кайсия и праскова.
- Chimay Grand Cru – прави се от пастьоризирано мляко, има сладък вкус, срок на зреене – шест седмици.
- Vieux Chimay – твърдо пресовано сирене, направено от сурово пълномаслено мляко; срок на зреенене минимум осем месеца, отличава се с аромат на лешници и лека горчивина.
- Le Poteaupré – сирене с кремообразна текстура и розова кора, зрее пет седмици, отличава се с пикантен аромат.